# (380832) Annecambridge
(380832) Annecambridge es un asteroide perteneciente al cinturón de asteroides, descubierto el 3 de enero de 2006 por Andrew Lowe desde el iTelescope Observatory (Mayhill), Mayhill (Nuevo México), Estados Unidos.

## Designación y nombre
Designado provisionalmente como 2006 AC. Fue nombrado en honor de Anne Cambridge (nacida en 1953), de Adelaida, Australia, quien es amiga del descubridor. Antes de jubilarse, era copropietaria de un proveedor de gas licuado de petróleo en Totness, Australia.

## Características orbitales
Annecambridge está situado a una distancia media del Sol de 2,552 ua, pudiendo alejarse hasta 3,272 ua y acercarse hasta 1,832 ua. Su excentricidad es 0,282 y la inclinación orbital 5,338 grados. Emplea 1489,04 días en completar una órbita alrededor del Sol.

## Características físicas
La magnitud absoluta de Annecambridge es 16,73. 